# Achatocarpus hasslerianus
Achatocarpus hasslerianus, jedna od devet biljnih vrsta roda Achatocarpus, porodica Achatocarpaceae. Raste u Paragvaju. Fanerofit (biljke iznad 3 metra visine) ili nanofanerofit (od pola do tri metra).